# Санукі удон
Санукі удон (яп. 讃岐うどん) – різновид локшини удон, який спершу був особливо популярний у префектурі Каґава в Японії, але зараз цю страву легко знайти в сусідньому регіоні Кансай та більшій частині Японії.
Локшина має характерну квадратну форму в перерізі та плоскі краї з досить приємною консистенцією. Традиційними інгредієнтами є пшеничне борошно та сушені молоді сардини нібоші, які варяться в бульйоні. Зараз багато магазинів удонів спеціалізуються виключно на удонах у стилі санукі. Зазвичай їх ідентифікують за написом «санукі» на хірагані (さぬき), присутньому в назві магазину або на вивісці.
Подають страву як суп з локшиною або камааге (удон), де локшина подають у звичайній гарячій воді, а їдять із соусом. Спочатку страва була популярною в префектурі Каґава, нині за межами Каґави у бульйоні застосовують різні типи даші, міцність і смак яких різниться, наприклад, даші може бути виготовленим із дорожчого кацуобуші.
Санукі удон названий на честь попередньої назви префектури Каґава, провінції Санукі. Він був представлений в аніме 2016 року Poco's Udon World.